# Luigi Strangis
Luigi Strangis (Lamezia Terme, 26 de febrero de 2001) es un cantautor y multinstrumentista italiano, ganador de la vigésimo primera edición del concurso de talentos Amici di Maria De Filippi.

## Biografía
Nacido en 2001 en Lamezia Terme, en la provincia de Catanzaro, de madre calabresa, Emanuela, y padre napolitano, Giovanni Strangis, Luigi lanzó en 2018 su primer álbum de estudio Don't Ever Let Go para el sello discográfico Dissonanze Records, dándose a conocer más tarde tras su participación en la fase inicial de la vigésimo primera edición del concurso de talentos musicales Amici di Maria De Filippi emitido en Canale 5 a partir de septiembre de 2021 En marzo de 2022 accede a la fase nocturna del programa uniéndose al equipo dirigido por los profesores Rudy Zerbi y Alessandra Celentano y en mayo siguiente llega a la final, resultando ganador.
Durante su participación en Amici lanzó los sencillos Vivo, Muro, Partirò da zero, Tondo y Tienimi stanotte. Este último sencillo fue certificado oro el 5 de agosto por la Federación de la Industria Musical Italiana (FIMI) y permaneció en la lista de sencillos italianos durante catorce semanas consecutivas. El 3 de junio de 2022 salió a la venta su primer EP Strangis bajo el sello 21co, que llegó directamente a lo más alto de las listas de álbumes italianos, con el que obtuvo su segundo disco de oro el 2 de septiembre siguiente.
El siguiente sencillo, Stai bene su tutto, se lanzó en septiembre de 2022 para preceder al segundo álbum de estudio, Voglio la gonna.
El 16 de diciembre de 2022 regresó a la radio con el nuevo sencillo extraído de su segundo álbum de estudio, Sembra Woodstock. En 2023 lanzó los sencillos Adamo ed Eva y Stupida libertà e hizo un dueto con Matteo Romano en el sencillo Tulipani blu.

## Discografía

### Álbumes de estudio
- 2018 – Don't Ever Let Go
- 2022 – Voglio la gonna

### EP
- 2022 – Strangis

### Sencillos
- 2021 – Vivo
- 2021 – Muro
- 2021 – Partirò da zero
- 2022 – Tondo
- 2022 – Tienimi stanotte
- 2022 – Stai bene su tutto
- 2022 – Sembra Woodstock
- 2023 – Adamo ed Eva
- 2023 – Tulipani blu (con Matteo Romano)
- 2023 – Stupida libertà

## Programas de televisión
- Amici di Maria De Filippi 21 (Canale 5, 2021-2022) - concursante, ganador